# Kwame Ayew
Kwame Ayew (Tamale, 28 de dezembro de 1973) é um ex-futebolista profissional ganês, atuava como atacante, medalhista olímpico de bronze.
Kwame Ayew conquistou a a medalha de bronze em Barcelona 1992.